# Guðmundur Gíslason Hagalín
Guðmundur Gíslason Hagalín (* 10. Oktober 1898 in Lokinhamrar im Arnarfjörður; † 26. Februar 1985 in Akranes) war ein isländischer Schriftsteller.

## Leben
Er wurde als Sohn einer wohlhabenden Familie von Strandbauern im äußersten Nordwesten Islands geboren. Nach Absolvierung der Realschule besuchte er noch für ein Jahr ein Gymnasium in Reykjavík und arbeitete dann als Hochseefischer. An unterschiedlichen Orten war er als Journalist, Redakteur, Parlamentssekretär und Postbeamter tätig. In Ísafjörður war er von 1929 bis 1946 als Bibliothekar, Lehrer, Redakteur und weiteren Berufen beschäftigt. Dort war er auch Stadtverordneter. Nach 1946 war er wieder in verschiedenen Orten ansässig.
Er verfasste diverse Romane und Erzählungen. Die Handlung ist häufig in den isländischen Westfjorden angesiedelt. Darüber hinaus verfasste er Biografien isländischer Persönlichkeiten.